# Alexander Stadium
El Alexander Stadium  es un estadio ubicado en la ciudad de Birmingham, en Inglaterra, Reino Unido.